# محمد عفيفة
محمد عفيفة ، لاعب كرة قدم قطري سابق.
و قد كان يلعب مع نادي الريان القطري.
و قد لعب مع منتخب قطر لكرة القدم.

## كأس الخليج 1982
و قد سجل هدف في مرمى منتخب عمان لكرة القدم.